# Santa Cruz (Californie)
Pour les articles homonymes, voir Santa Cruz.

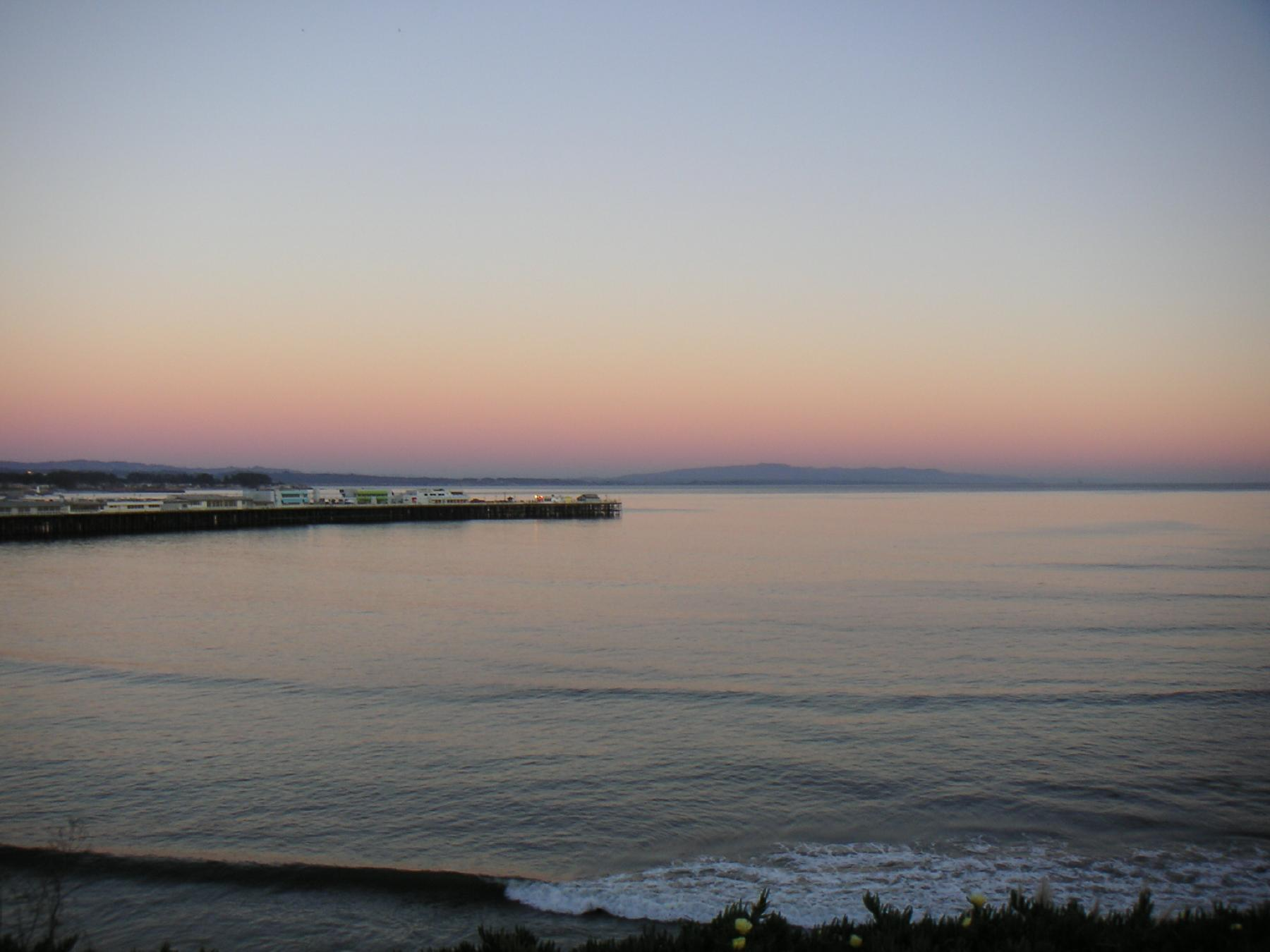
Santa Cruz.

Santa Cruz est une municipalité de la côte californienne, dans l'ouest des États-Unis. Elle est le siège du comté de Santa Cruz.

## Histoire
La région fut d'abord occupée par les Amérindiens Ohlones, peuple de chasseurs-cueilleurs. Les Espagnols commencèrent à implanter la mission de Santa Cruz et un village nommé Branciforte, dès le milieu du XVIIe siècle. Les Amérindiens Ohlones furent concentrés dans la mission et finirent par disparaître à cause du travail et des épidémies.
L'immigration européenne s’intensifia au XIXe siècle avec l'arrivée d'Italiens, d'Écossais et de Portugais. La ville se développa grâce à l'exploitation du bois, à la pêche et à l'élevage.
Le campus de l'université de Santa Cruz (UCSC) fut créé dans les années 1960 : il s'agit aujourd'hui d'un des plus beaux campus du pays.
En 1989, une partie de la ville, qui est située sur la faille de San Andreas, fut endommagée par un tremblement de terre.
Santa Cruz est réputée pour le surf et le skateboard (O'Neill Wetsuits).

## Géographie

### Situation
La ville se trouve au sud de San Francisco et au nord de Monterey. Son climat est de type méditerranéen avec du brouillard l'été. Les hivers sont pluvieux.

### Climat
| Mois                                  | jan.    | fév.    | mars    | avril   | mai     | juin    | jui.    | août    | sep.    | oct.    | nov.    | déc.    | année   |
| ------------------------------------- | ------- | ------- | ------- | ------- | ------- | ------- | ------- | ------- | ------- | ------- | ------- | ------- | ------- |
| Température minimale moyenne (°C)     | 5,2     | 5,9     | 6,7     | 7,6     | 9,4     | 10,9    | 12,4    | 12,6    | 11,6    | 9,7     | 6,9     | 4,9     | 8,7     |
| Température moyenne (°C)              | 11,1    | 11,8    | 12,9    | 14,2    | 15,7    | 17,1    | 17,9    | 18,4    | 18,2    | 16,5    | 13,1    | 10,7    | 14,8    |
| Température maximale moyenne (°C)     | 16,9    | 17,7    | 19,2    | 20,7    | 21,9    | 23,3    | 23,5    | 24,3    | 24,8    | 23,3    | 19,3    | 16,4    | 20,9    |
| Record de froid (°C) date du record   | −7 1922 | −6 1903 | −2 1971 | −2 1929 | −2 1917 | 1 1901  | 2 1901  | 3 1981  | −1 1921 | −7 1919 | −3 1931 | −7 1990 | −7 1990 |
| Record de chaleur (°C) date du record | 29 2014 | 32 1896 | 32 1914 | 36 2009 | 38 2014 | 41 1976 | 41 1959 | 42 1900 | 43 2017 | 39 1987 | 33 1956 | 31 1958 | 43 2017 |
| Précipitations (mm)                   | 163,1   | 154,9   | 109,5   | 51,8    | 22,1    | 6,1     | 0,3     | 1       | 2,5     | 33,5    | 80,5    | 152,7   | 778     |
| Nombre de jours avec précipitations   | 10,6    | 10,6    | 9,4     | 6,1     | 3,5     | 1,2     | 0,6     | 0,8     | 1,1     | 3,9     | 7       | 11      | 65,8    |

| Diagramme climatique                                  |              |              |             |             |             |             |           |             |             |             |              |
| J                                                     | F            | M            | A           | M           | J           | J           | A         | S           | O           | N           | D            |
| 16,95,2163,1                                          | 17,75,9154,9 | 19,26,7109,5 | 20,77,651,8 | 21,99,422,1 | 23,310,96,1 | 23,512,40,3 | 24,312,61 | 24,811,62,5 | 23,39,733,5 | 19,36,980,5 | 16,44,9152,7 |
| Moyennes : • Temp. maxi et mini °C • Précipitation mm |              |              |             |             |             |             |           |             |             |             |              |

### Démographie
| 1860 | 1870  | 1880  | 1890  | 1900  | 1910   |
| ---- | ----- | ----- | ----- | ----- | ------ |
| 950  | 2 561 | 3 898 | 5 596 | 5 659 | 11 146 |

| 1920   | 1930   | 1940   | 1950   | 1960   | 1970   |
| ------ | ------ | ------ | ------ | ------ | ------ |
| 10 917 | 14 395 | 16 896 | 21 970 | 25 596 | 32 076 |

| 1980   | 1990   | 2000   | 2010   | - | - |
| ------ | ------ | ------ | ------ | - | - |
| 41 483 | 49 040 | 54 593 | 59 946 | - | - |

Répartition par groupes ethniques (2000) :
- Caucasiens : 78,74 % dont 17,39 % d'Hispaniques ;
- Afro-américains : 1,73 % ;
- Amérindiens : 0,86 % ;
- Asiatiques : 4,90 % ;
- Pacifique : 0,13 %.

## Faune
- Oiseaux : Santa Cruz et sa région sont des observatoires privilégiés.
- Papillons : monarques

## Monuments
- Santa Cruz Beach Boardwalk (State Historic Landmark).

## Économie
- agriculture
- tourisme : forêt de Redwood, baie de Monterey
- éducation
- haute technologie : beaucoup de personnes travaillant dans la Silicon Valley toute proche vivent près de Santa Cruz, particulièrement dans la Scotts Valley. Cela a provoqué la hausse des prix de l'immobilier.

## Culture
- Festival annuel Shakespeare Santa Cruz : tous les étés sur le campus de l'université, des pièces sont représentées en plein air.
- Cabrillo Music Festival.
- Dickens Universe : tous les étés sur le campus de l'université, des conférences au sujet du monde de Charles Dickens.

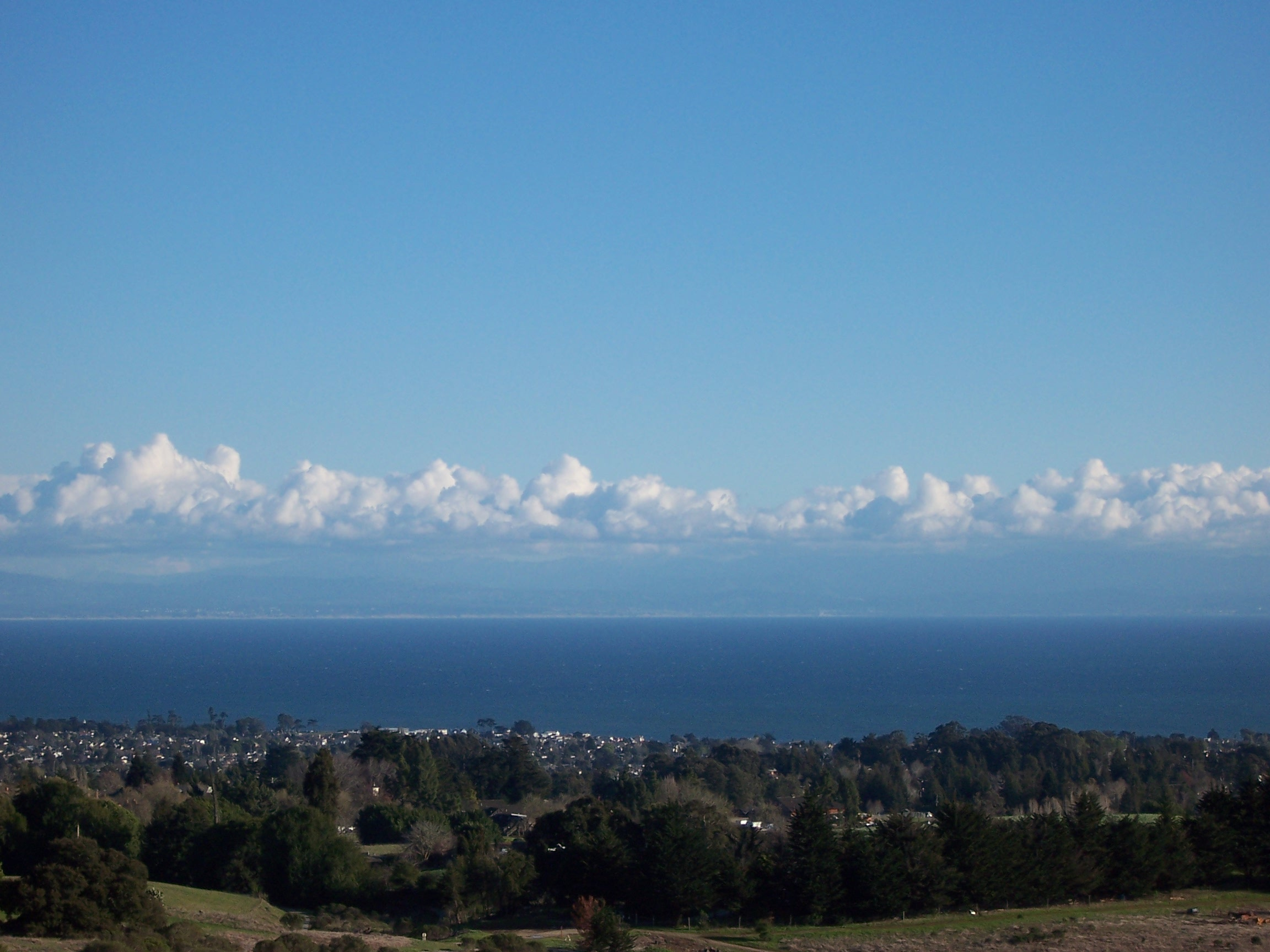
La baie de Monterey.

- Le film Génération perdue sortie en 1987 et réalisé par Joel Schumacher a été tourné (On peut y voir le parc d'attraction de bord de mer)

- Université de Californie, section de Santa Cruz.

## Transports
- Réseau de bus Santa Cruz Metropolitan Transit District
- Réseau de bus Amtrak et Greyhound
- trains vers San Jose.
- plusieurs aéroports dans la région

## Jumelages
Shingū (Wakayama) (Japon) depuis 1974
 Aluşta (Crimée) depuis 1984
 Sestri Levante (Italie) depuis 1980
 Jinotepe (Nicaragua) depuis 1990
 Biarritz (France) depuis 2022